# Joseph Duveen

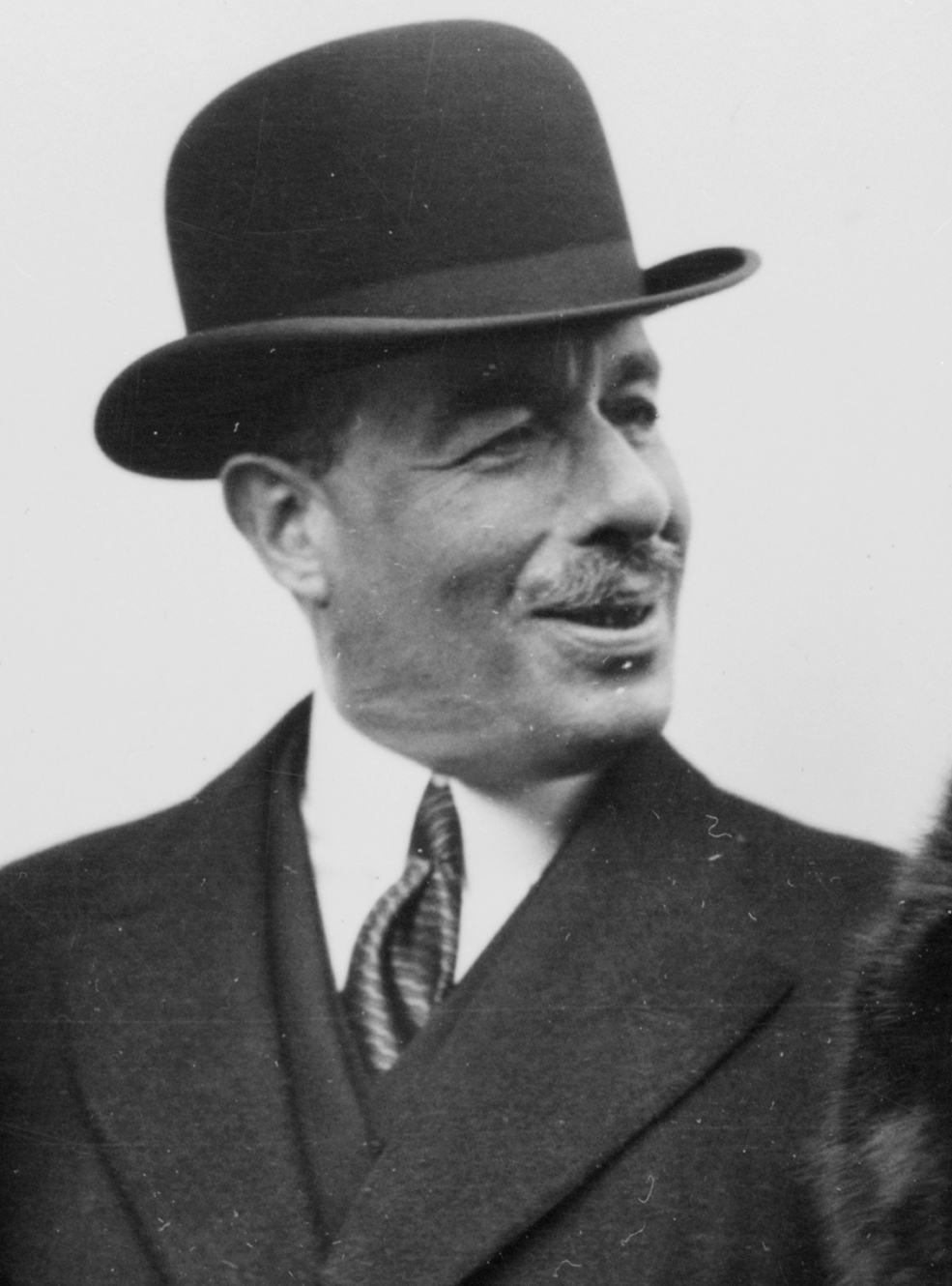
Joseph Duveen in de jaren 1920

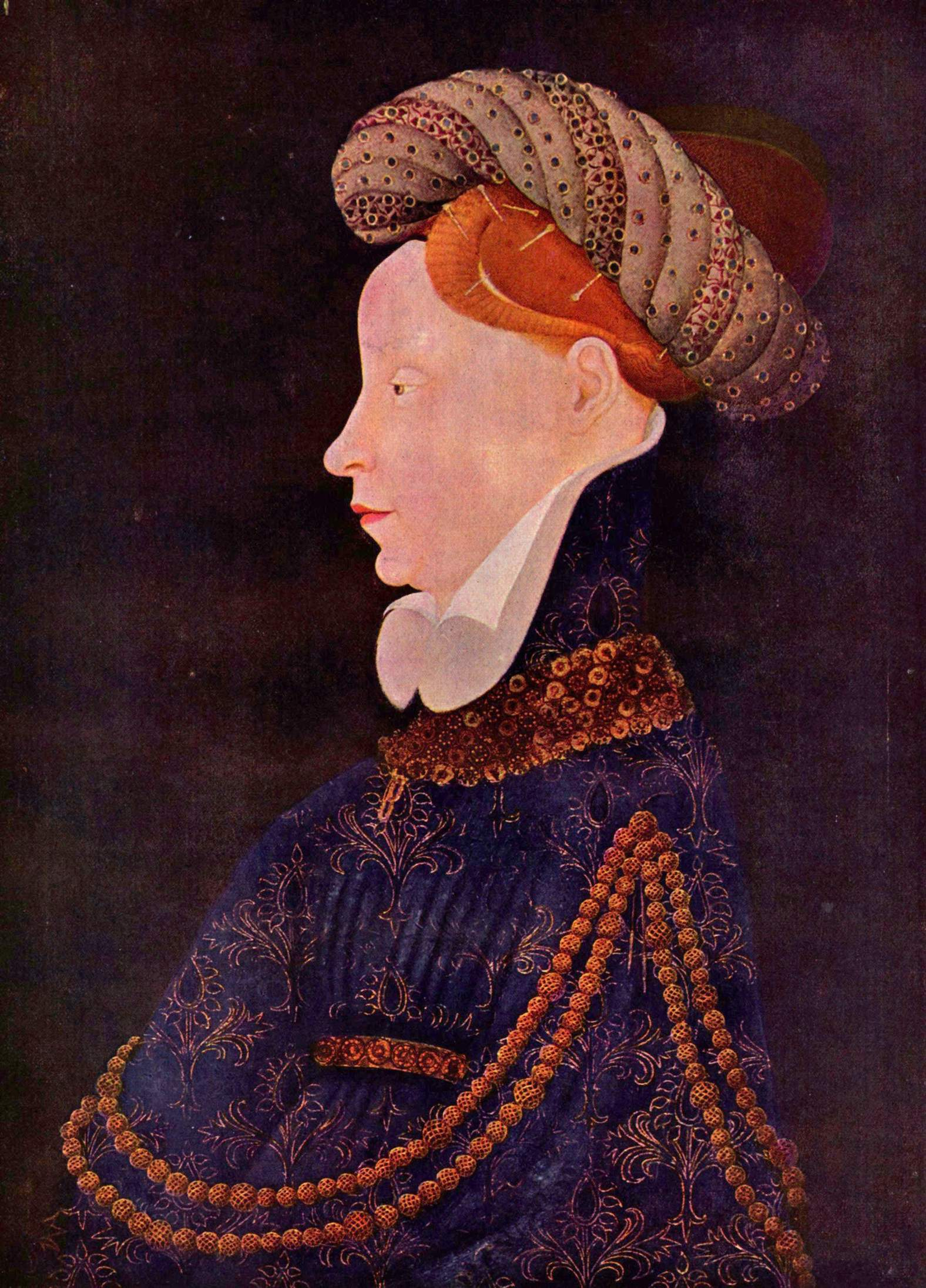
De oudste westerse paneelschildering van een vrouw, nu in de National Gallery of Art, Washington. Achteraf bleek dat Duveen het kapsel en hoofddeksel retoucheerde om het op een Pisanello te doen lijken. Nu wordt het gecatalogeerd als het werk van een onbekende "Franco-Vlaamse meester", ca. 1410.

Joseph Duveen (Kingston upon Hull, 14 oktober 1869 – Londen, 25 mei 1939) wordt gerekend tot de meest invloedrijke kunsthandelaars ooit.

## 'Europa heeft een hoop kunst, en Amerika heeft een hoop geld'
Duveen, zoon van een Nederlands-Joodse emigrant die zich over het kanaal had gevestigd, merkte een situatie op die volgens hemzelf aan de grondslag van zijn succes lag: "Europa heeft een hoop kunst, en Amerika heeft een hoop geld." Hij maakte zijn fortuin door werk op te kopen van verarmende aristocraten en het te verkopen aan Amerikaanse miljonairs, zoals Henry Clay Frick, William Randolph Hearst, Henry E. Huntington, J.P. Morgan, Samuel H. Kress, Andrew Mellon en John D. Rockefeller. Hij speelde in op de notie van industriëlen dat het kopen van kunst deel uitmaakte van hun klim naar de hoogste maatschappelijke regionen. De energieke Duveen was een geboren handelaar en gebruikte bijzondere tactieken. Om in het oog te lopen kocht hij voor grote sommen hele collecties aan, zoals die van de overleden verzamelaar Rodolphe Kann voor 21 miljoen franc. Zo verwierf hij een reputatie die collectioneurs ertoe bracht op zoek te gaan naar een 'Duveen'. Daarbij had hij in Bernard Berenson een geloofwaardige bondgenoot aan zijn zijde, die als expert sommige twijfelachtige toeschrijvingen bevestigde.
Duveen werd op korte tijd extreem rijk. Hij sponsorde uitbreidingen van Britse musea, zoals de Duveen Gallery van het British Museum waar de Elgin Marbles een onderkomen vonden. Deze filantropie leverde hem in 1919 een ridderschap op. In 1927 werd hij baronet of Millbank in de City of Westminster, en in 1933 werd hij verheven tot de peerage als baron Duveen.

## Invloed
Duveen moedigde zijn vermogende kopers aan om hun collecties aan musea te schenken of er zelf te beginnen. Daardoor vormen de kunstobjecten die hij liet verschepen tegenwoordig de kern van grote Amerikaanse musea.
Onder moderne restaurateurs heeft de reputatie van Duveen nogal ingeboet. Op zijn aangeven zijn verschillende Oude Meesters te ingrijpend overschilderd. Een aantal van de verhandelde schilderijen bleek ook vervalst, al is niet duidelijk in hoeverre Duveen daarvan wist.

## Voetnoten
1. ↑  London Gazette, 18 februari 1927, p. 1111
2. ↑  London Gazette, 7 februari 1933, p. 825